# Otchinjau
Otchinjau – miasto w Angoli, w prowincji Cunene.